# Здравствуй, это я!
«Здравствуй, это я!» (арм. Բարև, ես եմ) — советский художественный фильм 1965 года режиссёра Фрунзе Довлатяна с участием Армена Джигарханяна и Ролана Быкова. Картина снята на киностудии Арменфильм.
Прокат (1966) — 10 млн зрителей.

## Сюжет
1942 год. Два друга, оба талантливые физики, продолжают делать важную для страны работу. На фронте погибает Люся, любимая Артёма. Проходит время, но память о ней живёт в сердце учёного, сильнее становится горечь утраты. В фильме пронзительно звучат ноты памяти, любви, предательства… Красной линией через всё повествование проходят воспоминания героев о прошлом.

## В ролях
- Армен Джигарханян — Артём Манвелян
- Ролан Быков — Олег Пономарёв
- Наталья Фатеева — Люся
- Маргарита Терехова — Таня
- Фрунзе Довлатян — Зарян
- Галя Новенц — Нази
- Юлия Севела — Ольга, жена Олега
- Клавдия Козлёнкова — мать Тани
- Алексей Бахарь — Николай Фёдорович, отчим Тани
- Гарий Черняховский
- Наташа Воробьева - Таня в детстве

## Прочие сведения
- Сценарий фильма частично основан на истории жизни армянского физика Артёма Алиханьяна, основателя Ереванского физического института. Фильм вышел на публику за два месяца до смерти академика Исаака Померанчука, который является прототипом Олега Пономарёва. В 1942 году Померанчук работал вместе с Артёмом Алиханьяном на станции по исследованию космических лучей на горе Арагац. Таким образом, режиссёр Довлатян похоронил его заживо.
- Первый самостоятельный фильм режиссёра Фрунзе Довлатяна.
- Картина принимала участие в конкурсной программе Каннского кинофестиваля в 1966 году.
- В фильме свои дебютные роли сыграли актрисы Маргарита Терехова и Галя Новенц.
- На вечере в квартире Пономарёвых играют пластинки с джазовыми импровизациями на темы песен «Over the Rainbow» и «Les feuilles mortes».
- Используемая музыка: Мартин Вардазарян[арм.]